# Panzer 61
Panzer 61, neboli Pz-61, je švýcarský střední tank, předchůdce tanku Panzer 68. V padesátých letech dostala švýcarská armáda kolem 300 tanků Centurion, které vystřídal Panzer 61. To se neukázalo jako dobrý nápad a v roce 1979 byl Panzer 61 vyřazen. První kusy nového tanku Panzer 61 měly švýcarský kanón ráže 90 mm, ale později nesly britský kanón L7 ráže 105 mm.